# Carl Schmidt (Politiker, 1885)
Carl Schmidt (* 10. Mai 1885 in Bremen; † 21. September 1964 in Bremen) war ein deutscher Politiker (Wählergemeinschaft der Fliegergeschädigten, Gesamtdeutscher Block/Bund der Heimatvertriebenen und Entrechteten) und Mitglied der Bremischen Bürgerschaft.

## Biografie
Schmidt war zuletzt als Oberzollsekretär in Bremen tätig.
Er war verheiratet und hatte Kinder.

## Politik
Schmidt war seit Mai 1937 Mitglied in der NSDAP und von November 1937 bis 1945 in der Nationalsozialistischen Volkswohlfahrt (NSV) und seit Mai 1939 NSV-Zellenwalter. Im März 1945 erfolgte die Einberufung zur Waffen-SS und die umgehende Entlassung wegen Krankheit. Im April 1948 wurde er als „nicht betroffen“ entnazifiziert; er machte im Verfahren geltend, dass sein Eintritt in die Partei und die Übernahme eines Amtes in der NSV aufgrund einer Verfügung des Reichsfinanzministers erfolgt seien.
Nach 1950 war er Mitglied der Wählergemeinschaft der Fliegergeschädigten (WdF), die 1951 nur einmal im Wahlbereich Bremen zur Landtagswahl antrat und in der Stadt Bremen 5,3 % der Stimmen und 4 Mandate in der Bürgerschaft errang. Schmidt war von 1951 bis 1954 für die WdF Mitglied der 3. Bremischen Bürgerschaft und Mitglied verschiedener Deputationen. Ab März 1955 wurde er Mitglied bei dem GB/BHE. In der Bürgerschaft setzte er sich u. a. ein für Entschädigung der Ausgebombten und einen gerechten Lastenausgleich.